# Daara J

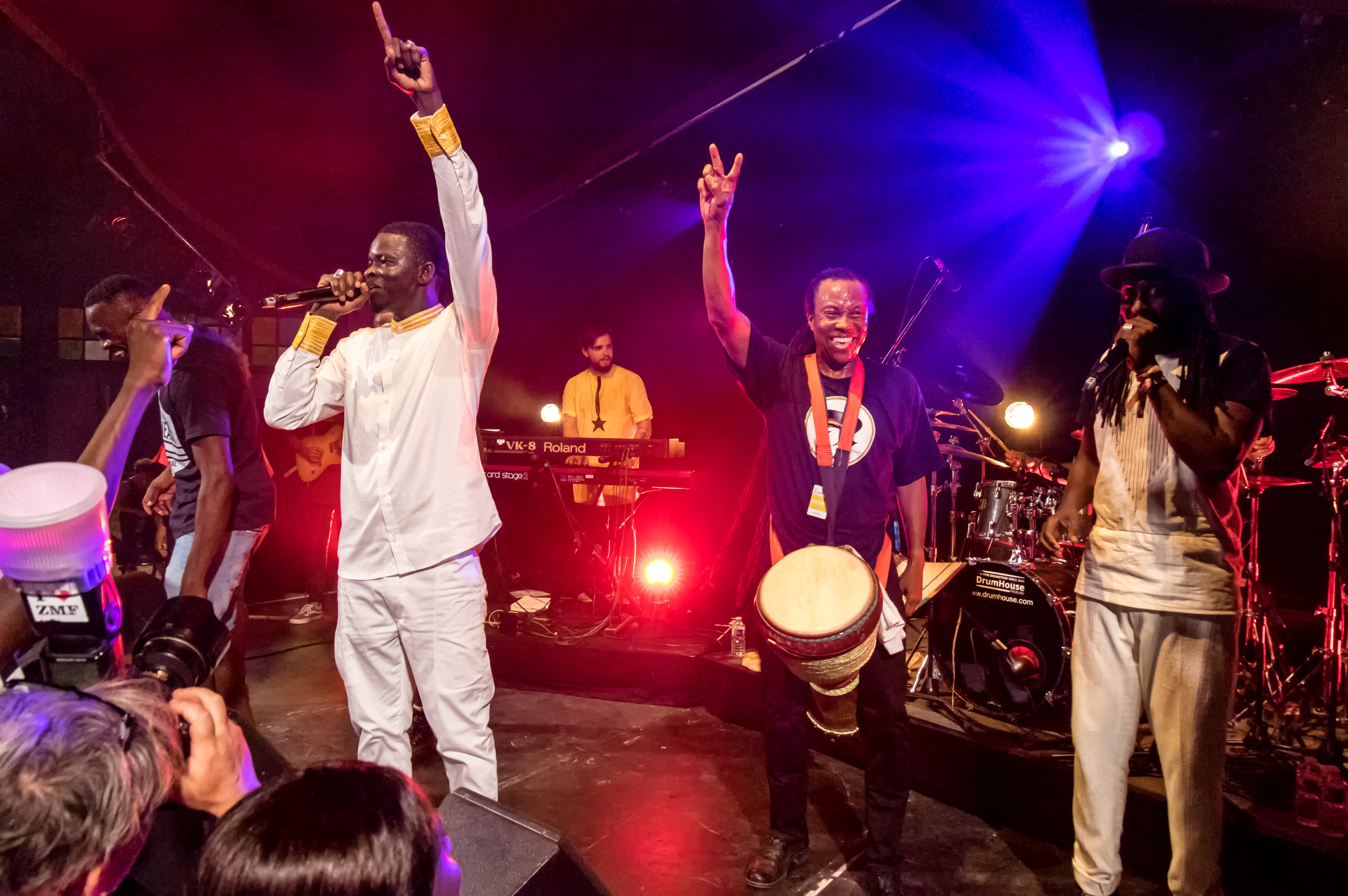
Daara J & David Achee, Zelt-Musik-Festival em 2018 Freiburg, Alemanha

Daara J (pronunciado "daːɻa ʄiː", que significa "Escola de Vida" em uolofe) é um trio de rap senegalês, que consiste em N'Dongo D, Aladji Man e Faada Freddy. Suas músicas têm influência do hip hop, ritmos afro-cubanos e reggae. As canções são cantadas em inglês, francês, espanhol e uolofe.
Daara J foi formado em 1997 e rapidamente alcançou popularidade no Senegal, principalmente depois que lançou o primeiro álbum, Daara J. Eles continuaram gravando músicas e lançaram seus segundo álbum de estúdio Xalima, em 1999, integrando numerosas ideias culturais da África. Em 2003 lançaram seu terceiro álbum, Boomerang. O ativismo tem sido um importante aspecto da filosofia do grupo desde a sua fundação.

## Discografia
- Daara J (1998)
- Xalima (1999)
- Boomerang (2003)